# Йорг Еріксон
Йорг Е́ріксон (швед. Georg Ericson, нар. 18 грудня 1919, Норрчепінг — пом. 4 січня 2002) — шведський футболіст та футбольний тренер, очільник національної збірної Швеції протягом більшої частини 1970-х років.

## Ігрова кар'єра
У дорослому футболі дебютував 1933 року виступами за нижчолігову команду «Обю», згодом також грав за команду клубу «Геймер».
1939 року став гравцем «Норрчепінга», однієї з найсильніших команд Швеції того часу. Грав за «Норрчепінг» до 1951 року, ставши за цей період п'ятиразовим чемпіоном країни.
1952 року повнернувся до «Обю», в якому наступного року і завершив виступи на футбольному полі.

## Кар'єра тренера
Розпочав тренерську кар'єру 1958 року, очоливши тренерський штаб клубу «Норрчепінг», з яким працював протягом майже десятиріччя.
1971 року прийняв пропозицію очолити національну збірну Швеції, з якою пропрацював до 1979 року. Протягом цих років національна команда Швеції була учасником двох світових першостей — чемпіонату світу 1974 року, на якому скандинави успішно подолали перший груповий етап та припинили боротьбу на стадії другого групового етапу, а також чемпіонату світу 1978 року, де команда вибула вже після першого групового етапу, здобувши лише одну нічию у трьох матчах.
Помер 4 січня 2002 року на 83-му році життя.

## Титули та досягнення
- Чемпіон Швеції (5):

«Норрчепінг»: 1942-43, 1944-45, 1945-46, 1946-47, 1947-48